# 沃利內

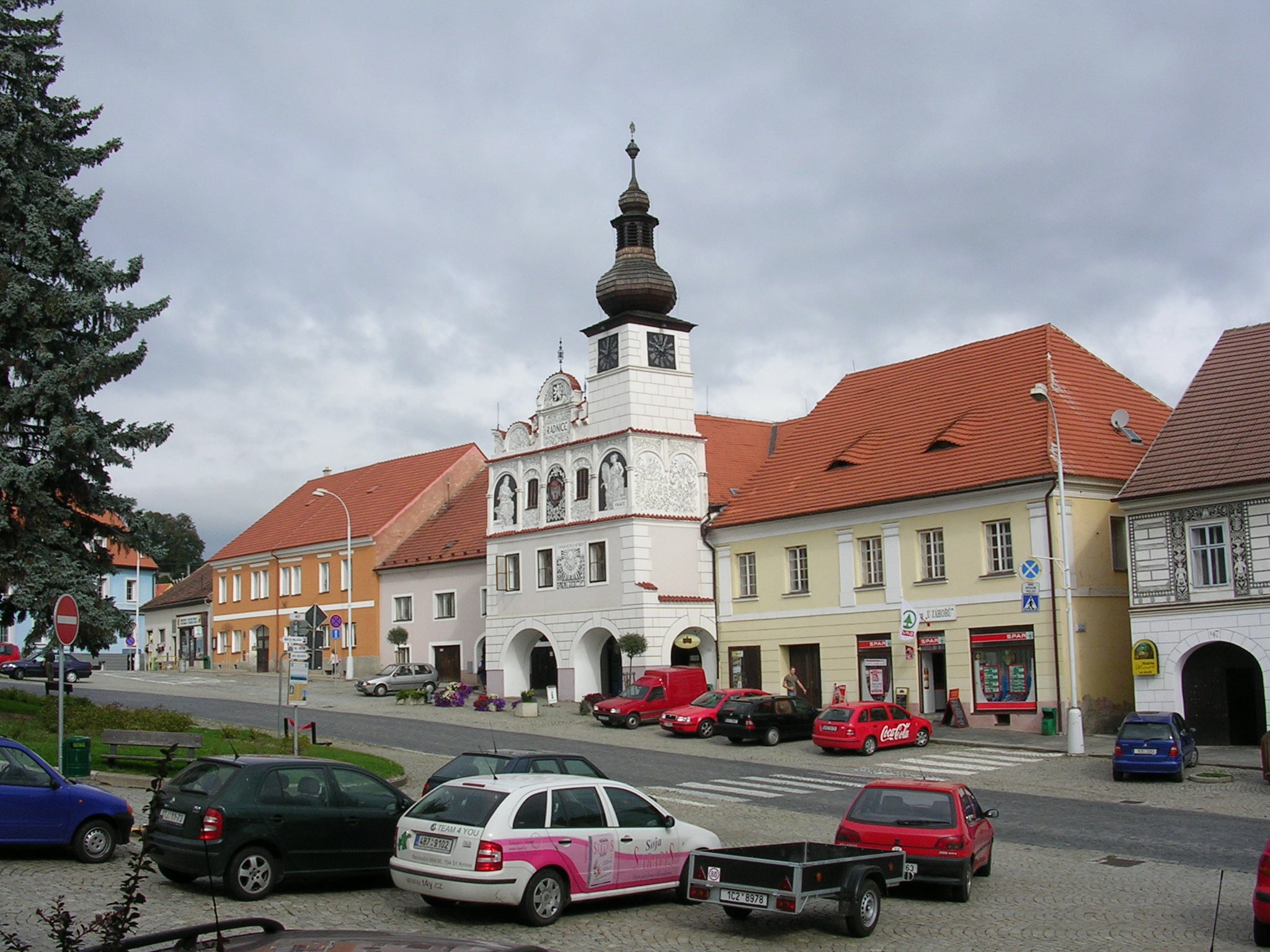

沃利內是捷克的城鎮，位於該國東南部，距離首都布拉格約120公里，由南波希米亞州負責管轄，面積20.58平方公里，海拔高度461米，2005年人口3,180。